# Holguín
Holguín est une ville et une municipalité de Cuba, capitale de la province de Holguín.  Sa population était estimée à 277 050 habitants en 2010.
Du mont Loma de la Cruz (465 marches), on peut voir toute la ville. Réputée pour ses nombreux parcs ombragés, Holguin est une ville moderne, avec un plan des rues en damier, nichée entre deux collines appelées Cerro de Mayabe et Loma de la Cruz.

## Géographie

### Situation
La ville de Holguín est dans le sud-est de l'île de Cuba et vers le centre de la province de Holguín. Elle se trouve à 734 km sud-est de La Havane et à 34 km de la baie de Gibara au nord (océan Atlantique).

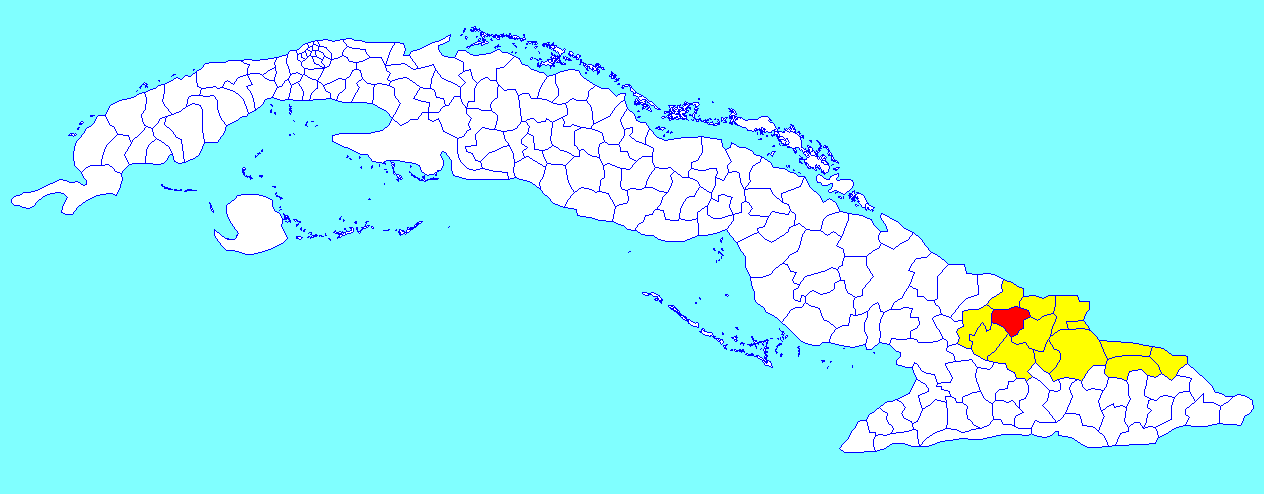
Municipalité de Holguín dans la province de Holguín

### Divisions administratives
La municipalité comprend 22 consejos populares :
- Alcides Pino
- Vista Alegre
- Pedro Díaz Coello
- Pueblo Nuevo
- Alex Urquiola
- Edecio Pérez
- Distrito Lenin
- Centro Ciudad Norte
- Centro Ciudad Sur
- San Andrés
- Purnio
- Aguas Claras
- Sao Arriba
- El Purial
- San Rafael
- La Cuaba
- Pedernales
- Yareyal
- Zona Industrial
- Yuraguana
- Arroyo Blanco
- Harlem

On trouve à Holguin l'université Oscar Lucero Moya.

## Population
En 2022 la population de la municipalité est estimée à 355 189 habitants. Pour une surface de 689,8 km2, la densité est de 514,9 habitants/km².

## Histoire
La ville fut fondée en 1545 par García de Holguín, qui la nomma San Isidoro de Holguín, plus tard raccourci en Holguín. En 1600, le lieu connu sous le nom d'Hato de Holguín se sépare de l'administration de la ville de Bayamo. Le 5 octobre 1692, à la demande de María del Rosario de Ávila y Batista Bello, on fonde dans le lieu connu sous le nom de Hato de Managuacos, la première chapelle, déplacée plus tard, en 1709, dans l'endroit connu comme Las Guazumas, Hato de las Cuevas, propriété de María de las Nieves Rodríguez de Leitía y Rodríguez de Aldana. En 1712, l'évêque Gerónimo de Nostis y Valdés donne son autorisation pour que la chapelle de la ville devienne une église. Juan González de Herrera en fut le premier curé titulaire. Le 14 avril 1720 est la date retenue par las habitants de la ville pour fêter sa fondation. La date correspond à celle de la première messe célébrée dans l'église actuelle de San Isidoro. En 1726, Diego de la Torre Hechavarría devient le premier fonctionnaire de la ville chargé de la médiation dans des conflits locaux. En 1745, le Capitaine Pedro Batista-Bello y Garced meurt en combat contre les Anglais qui essayaient de remonter depuis la baie de Gibara le fleuve Cacoyuguín pour s'emparer de la ville. En 1751 Holguín reçoit le titre de Municipalité, puis en 1752, celui de Villa. En 1823, naît Diego de Ávila y Delmonte, premier historien d'Holguín et auteur du livre Memorias sobre el Hato San Isidoro de Holguín. En 1832, le roi d'Espagne autorise le blason de la ville. En 1833, on construit le premier théâtre de la ville : El Coliseo. En 1838, naît à Holguín la poétesse Adelaida de Mármol considérée comme l'une des poétesses cubaines les plus importantes du Romantisme ; morte à 19 ans, le 16 octobre 1857, elle a donné son nom à un concours national de poésie organisé à Holguin depuis 1988 et doté d'un prix prestigieux « Adelaida del Marmol ». En 1862 la première maison d'impression ouvre ses portes d'où sortiront cette année-là les pages du premier journal d'Holguín : La Luz.[réf. nécessaire]
Ses habitants prirent une part active dans les guerres d'indépendance, sous la conduite du célèbre général Calixto García, qui libéra la ville du joug espagnol, en 1872. La maison natale de ce héros est devenue un musée et, au milieu de la place qui porte son nom, située au cœur de la ville, se dresse une statue de lui. Le 17 septembre 1877, José Enrique Collazo, en désaccord avec d'autres chefs du mouvement, provoque une insurrection contre l'Espagne et, appuyé par le lieutenant Limbano Sánchez, s'autoproclame président, fondant le canton indépendant de Holguín, en vigueur jusqu'au 9 février 1878.[réf. nécessaire]

## Premier gouvernement duCabildo(pouvoir administratif) de Holguín
On considère Bartolomé Luis de Silva y Tamayo le fondateur du Cabildo (Gouvernement Administratif) d'Holguín car c'est lui qui eut l'idée de fonder une Villa, administrativement indépendante dans cette région connue comme côte nord de Bayamo.[réf. nécessaire]
Alcalde Mayor: Diego de Ávila y de la Torre
Alcaldes Ordinarios: Jual Bermúnez de Casto et Isidro Almaguer
Alcades de la Santa Hermandad: Blas de Ávila Marrero et Pedro González de Rivero y González-Llanes.
Alférez Mayor: Diego de la Torre y Hechavarría
Fiel Ejecutor: José de la Peña y Hechavarría.
Alguacil Mayor: Rodrigo José González de Rivera y Ávila.
Síndico Procurador: Salvador Bárgaza y Perdomo.
Procurador General de Menores: Agustín de la Torre y Hechavarría.
Depositario General: José de la Torre y Hechavarría.
Regidores Llanos: José de la Torre Hechavarría; Juan de la Cruz y Moreno; Juan González de Rivera de Ávila et José Aguilera.
Escribano Público: Lorenzo Castellanos y Cisneros.
Teniente Gobernador: José A. de Silva y Ramírez Arellano, plus tard fondateur de la Ville de Guisa en 1766 et, de ce fait, Marquis de Guisa, par Décret Royal du 15 mai 1774.[réf. nécessaire]

## Gouvernement de la ville en 1868 avant la première guerre d'indépendance
Tenencia de Gobierno: Juan Huerta y Sostre
Alcalde mayor: Gerónimo Suárez Ponte
Teniente Alcalde Mayor: José Manuel Betancourt y de la Torre
Promotor Fiscal del Juzgado: José Valdés y Cienfuegos.
Alcalde Municipal: Belisario Álvarez y Céspedes.
Tenientes Alcaldes: Manuel Tamayo y Fajardo et Gregorio Fernández de la Vega.
Regidores: Manuel Guerra Almaguer, Manuel Nates y Bolívar, Manuel Fernández Vázquez, Domingo Nogales y Escudero, Manuel de Ávila y Delmonte, Antonio Leal de la Rosa, Francisco Frexes y Ferrer, Manuel Suartez Argudín, Miguel Aguilera y Álvarez et Alejo Torres y Matanzas.
Síndico Procurador General: Sixto Durán y Angulo.
Secretario: Gabriel Aguilera.
Mayordomo Administrador de Fondos Municipales: José Ramón Manduley del Río.[réf. nécessaire]

## Économie
La bière Cristal est produite à Holguín.

## Personnalités
- Reinaldo Arenas, écrivain, romancier, novelliste et poète cubain né à Holguín en 1943
- Walter Arencibia, grand maître du jeu d'échecs, né à Holguín en 1967
- Lázaro Bruzón, grand maître du jeu d'échecs, né à Holguín en 1982
- Mario Kindelán, double champion olympique de boxe, né à Holguín en 1971.
- Manuel Marrero Cruz, homme politique cubain, né à Holguín en 1963.
- Ángel Matos (1976-), champion olympique de taekwondo en 2000.

## Jumelage
- Baiona (Espagne)

## Galerie

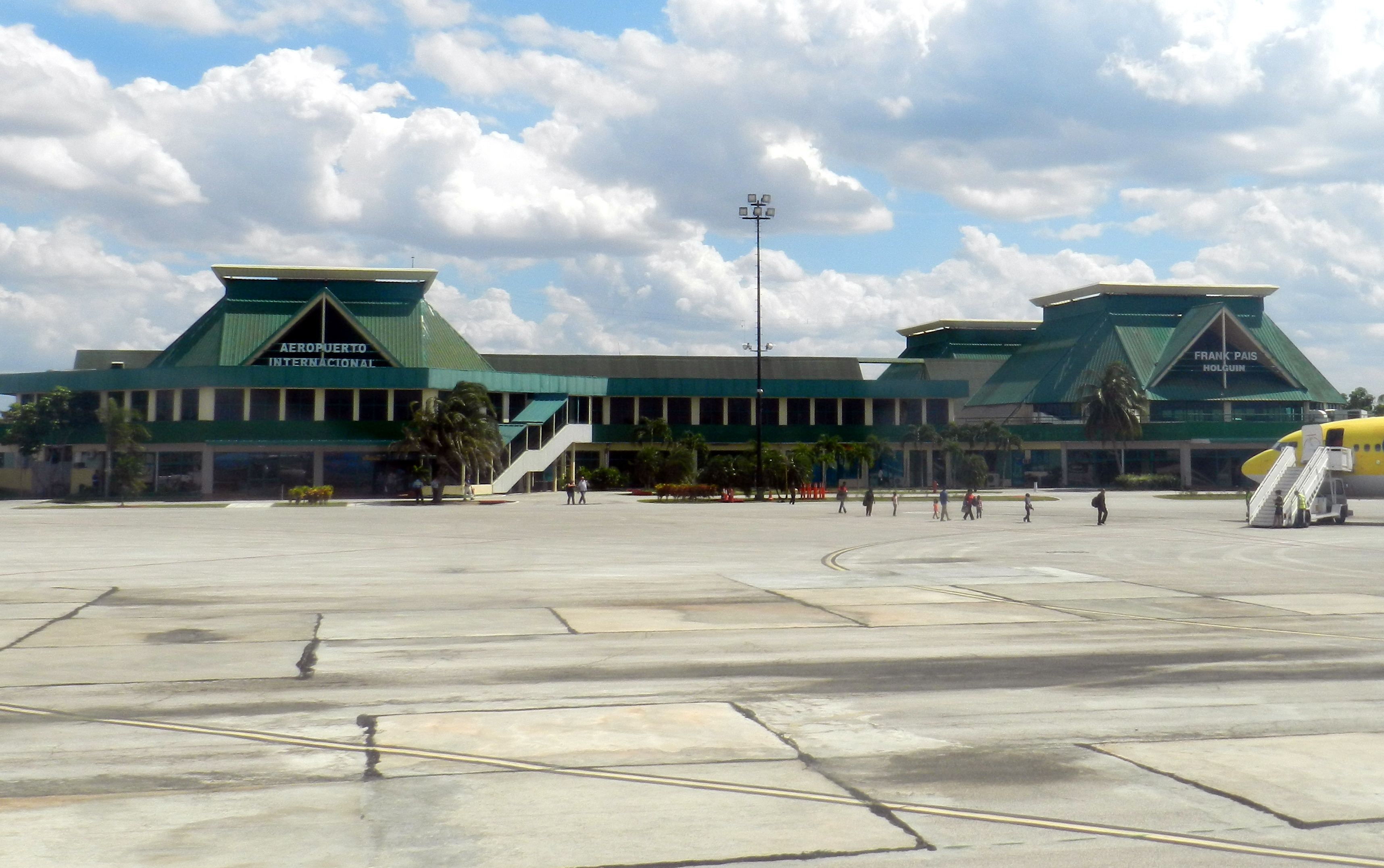
Aéroport Frank Pais à Holguin
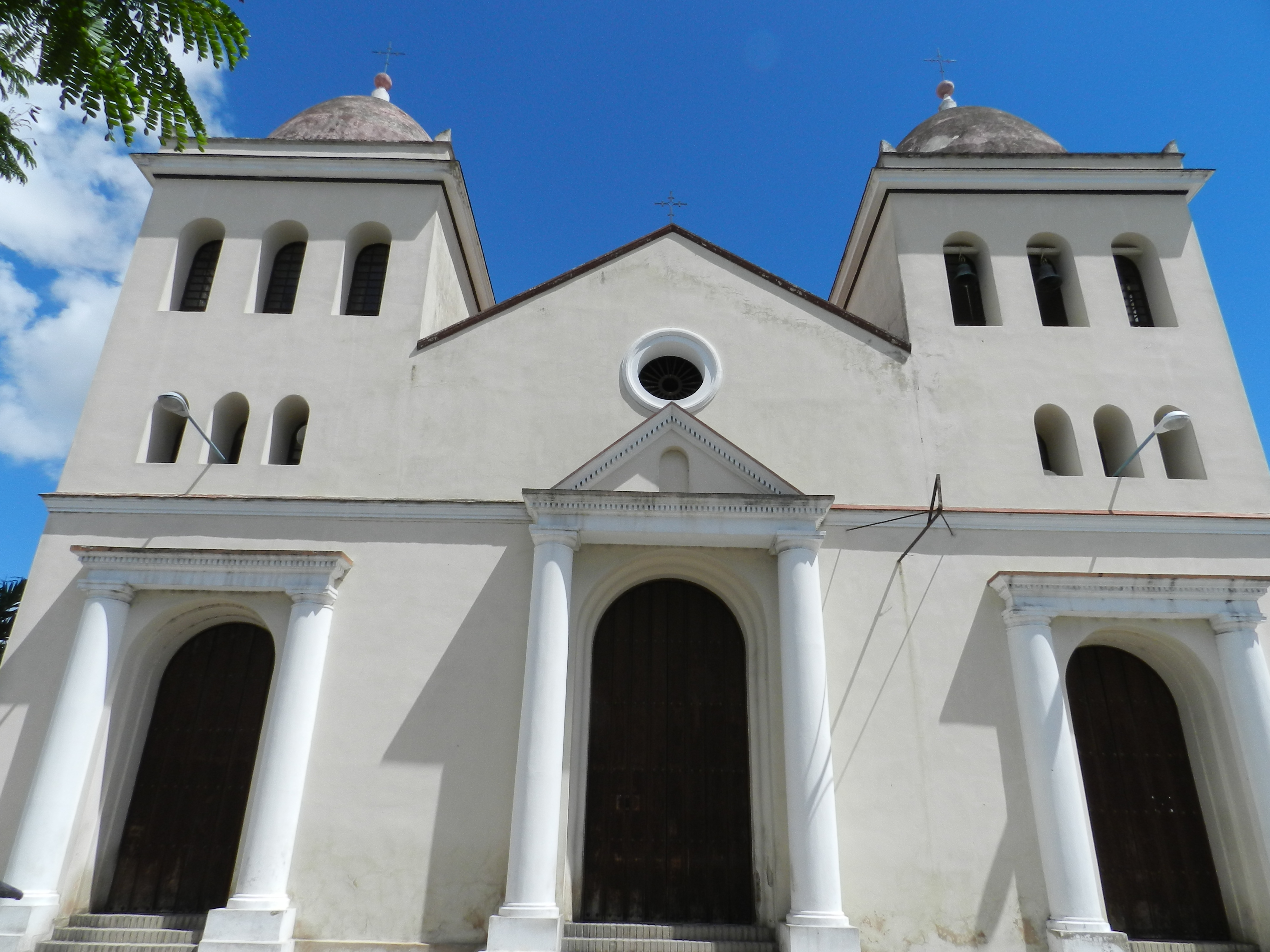
Cathédrale San Isodoro
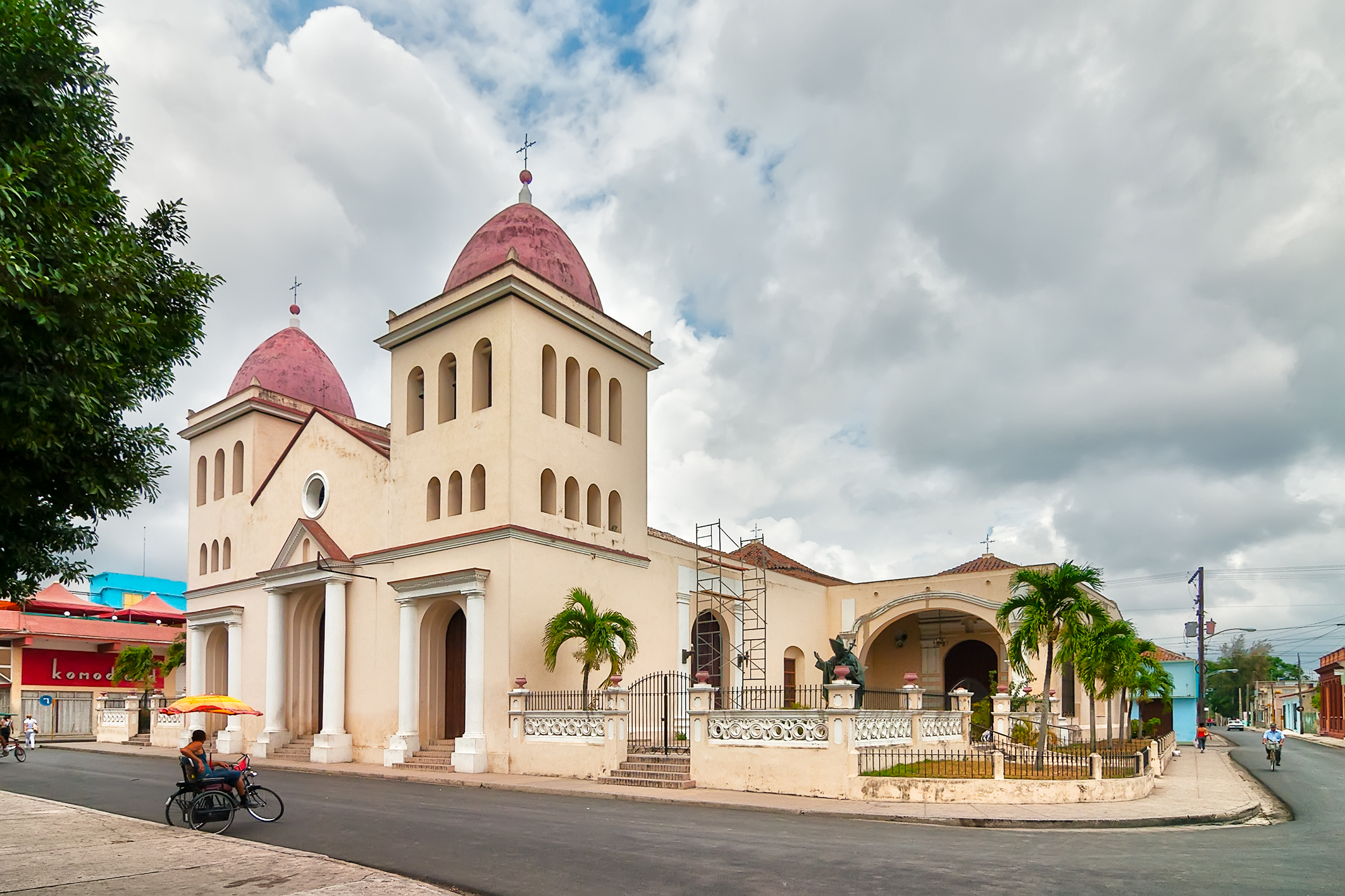
Cathédrale San Isodoro
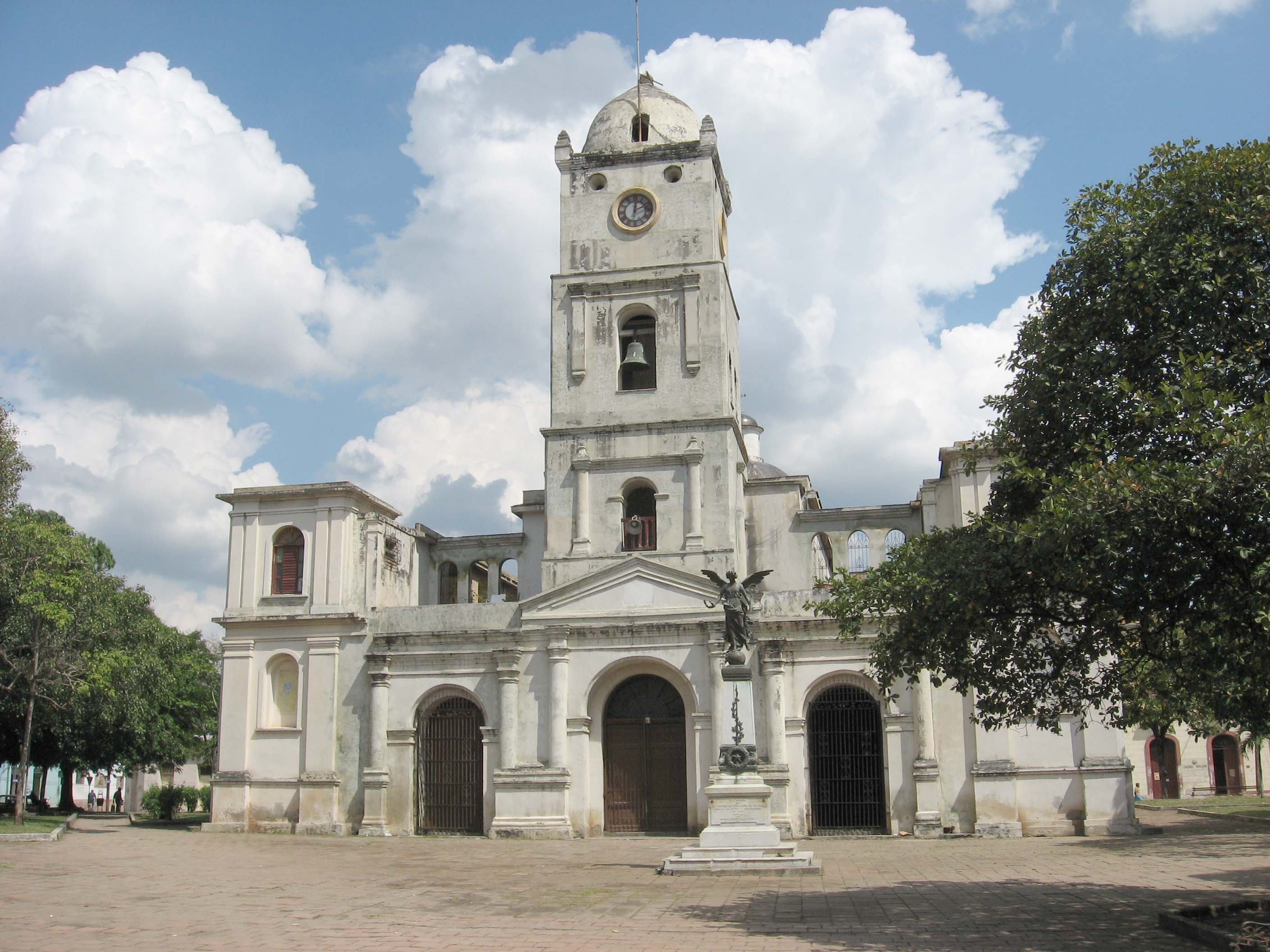
Église San José
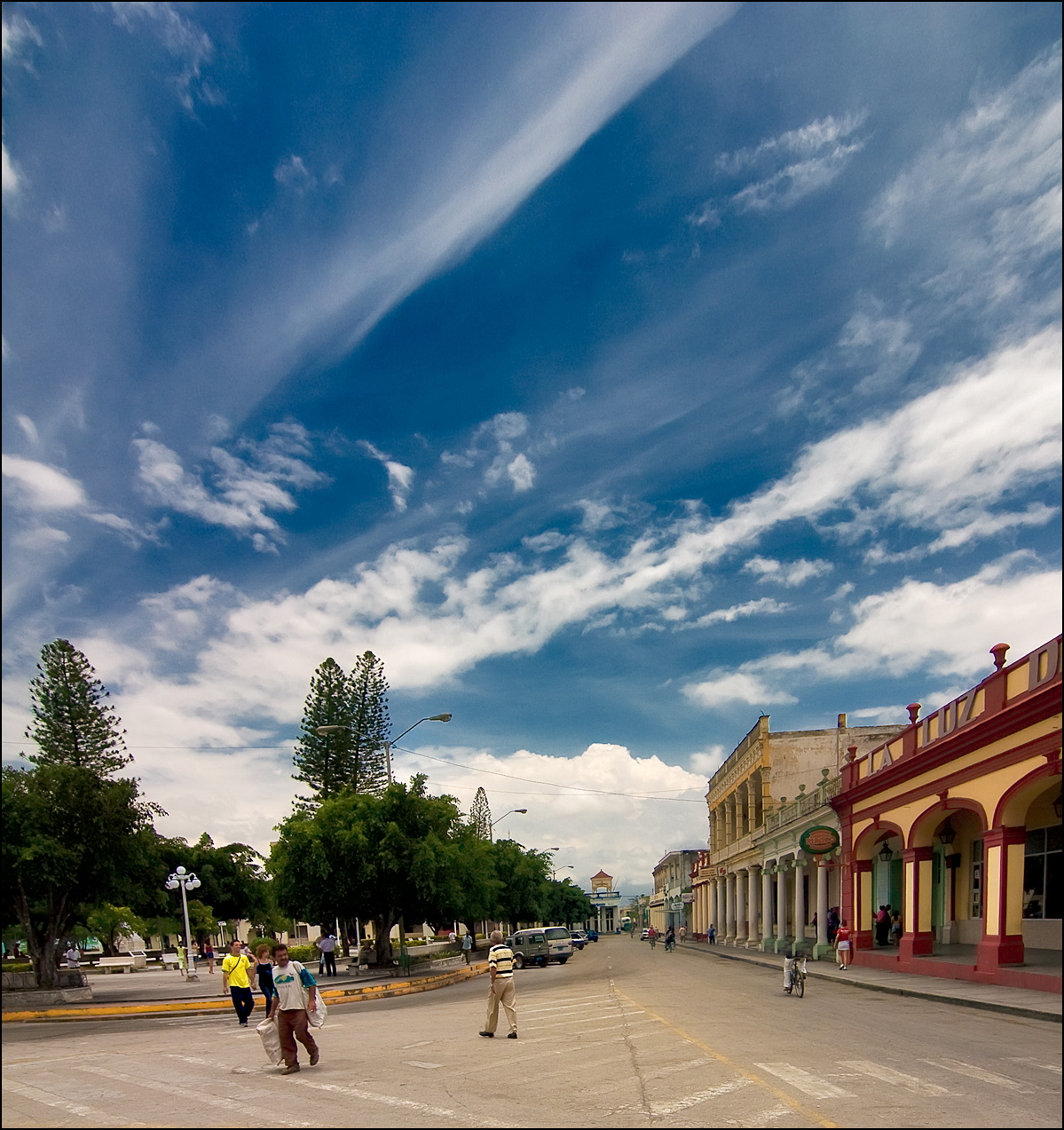
Parc Calixto Garcia
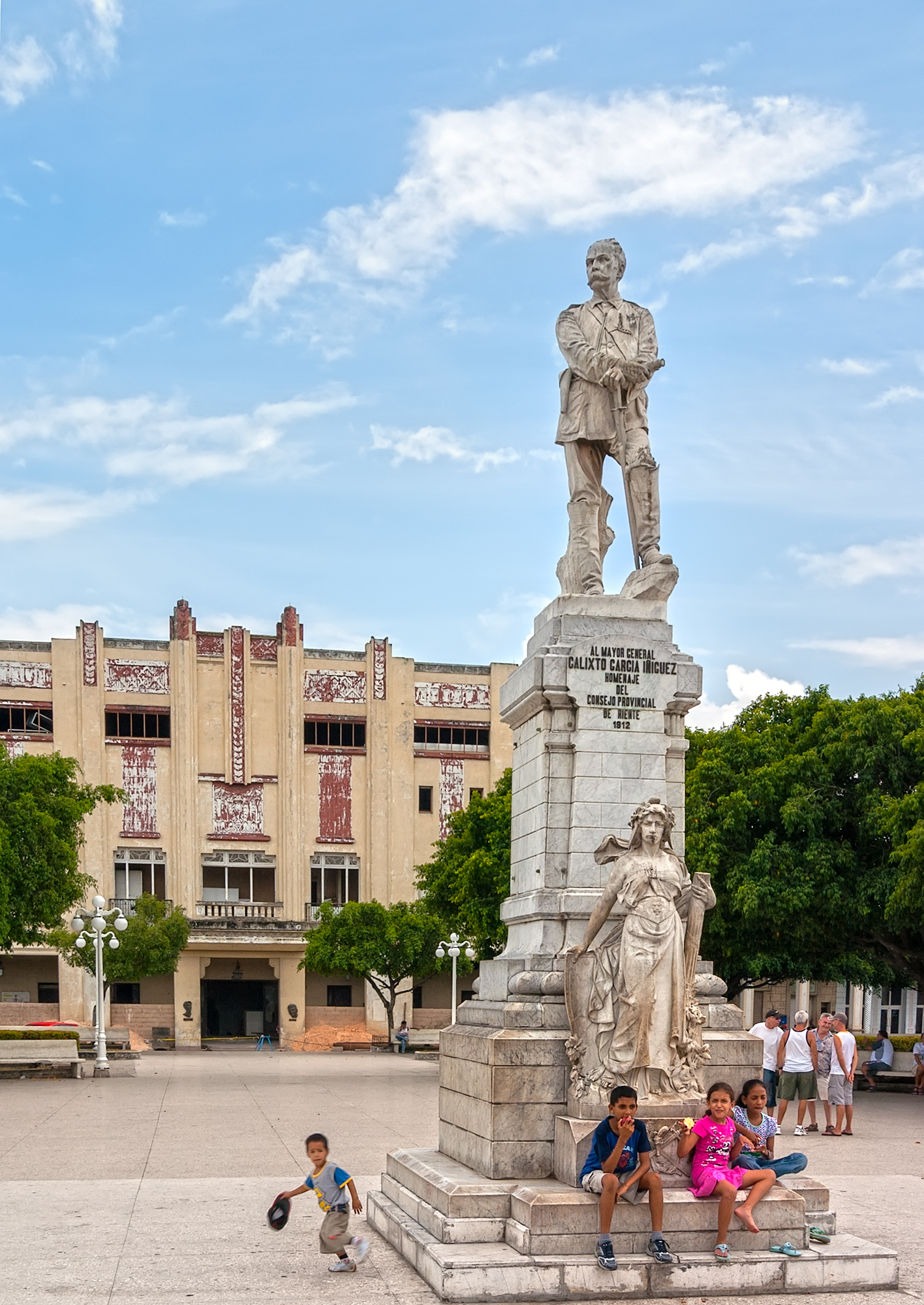
Parc Calixto Garcia
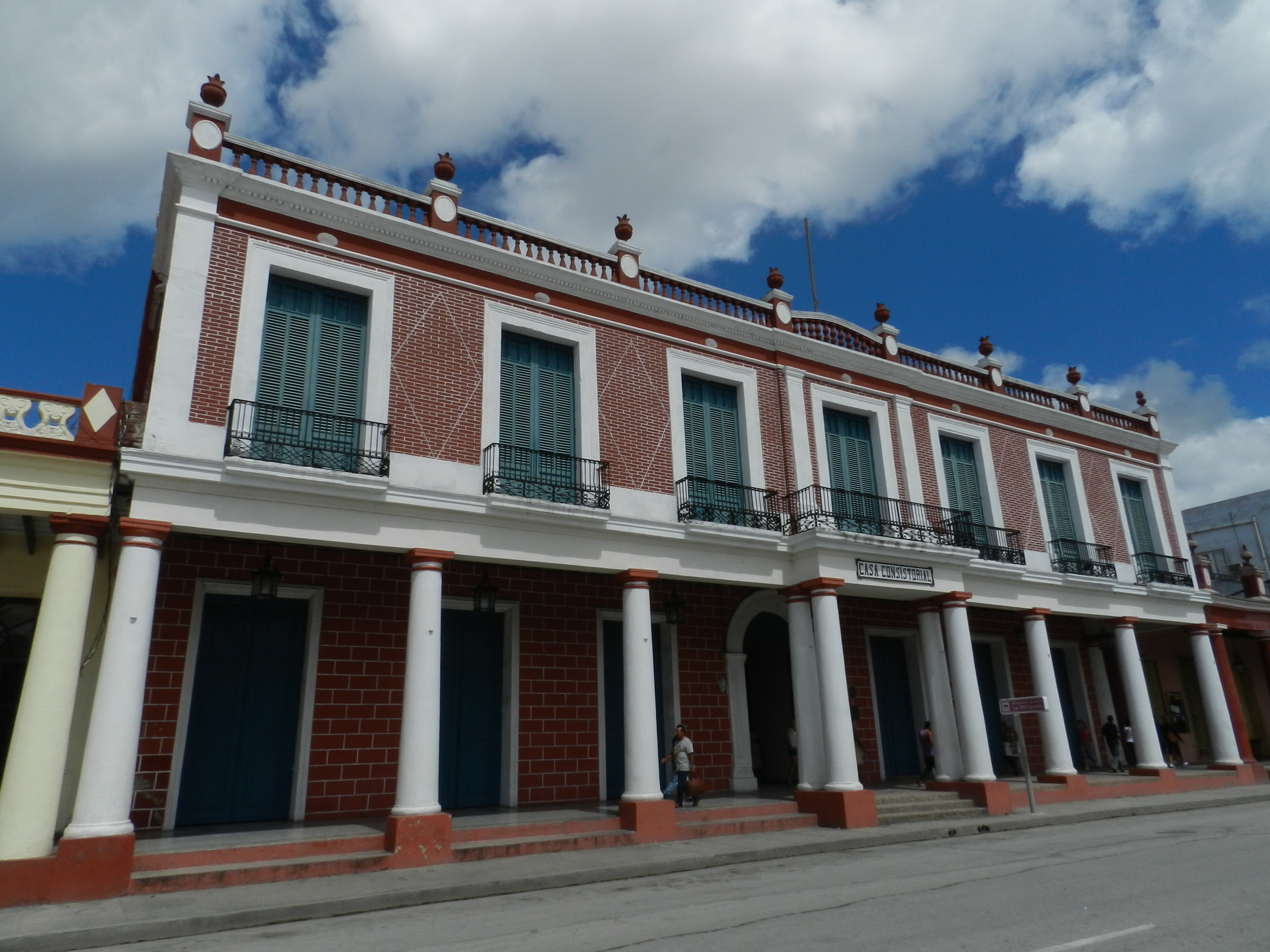
Immeuble La Periquera
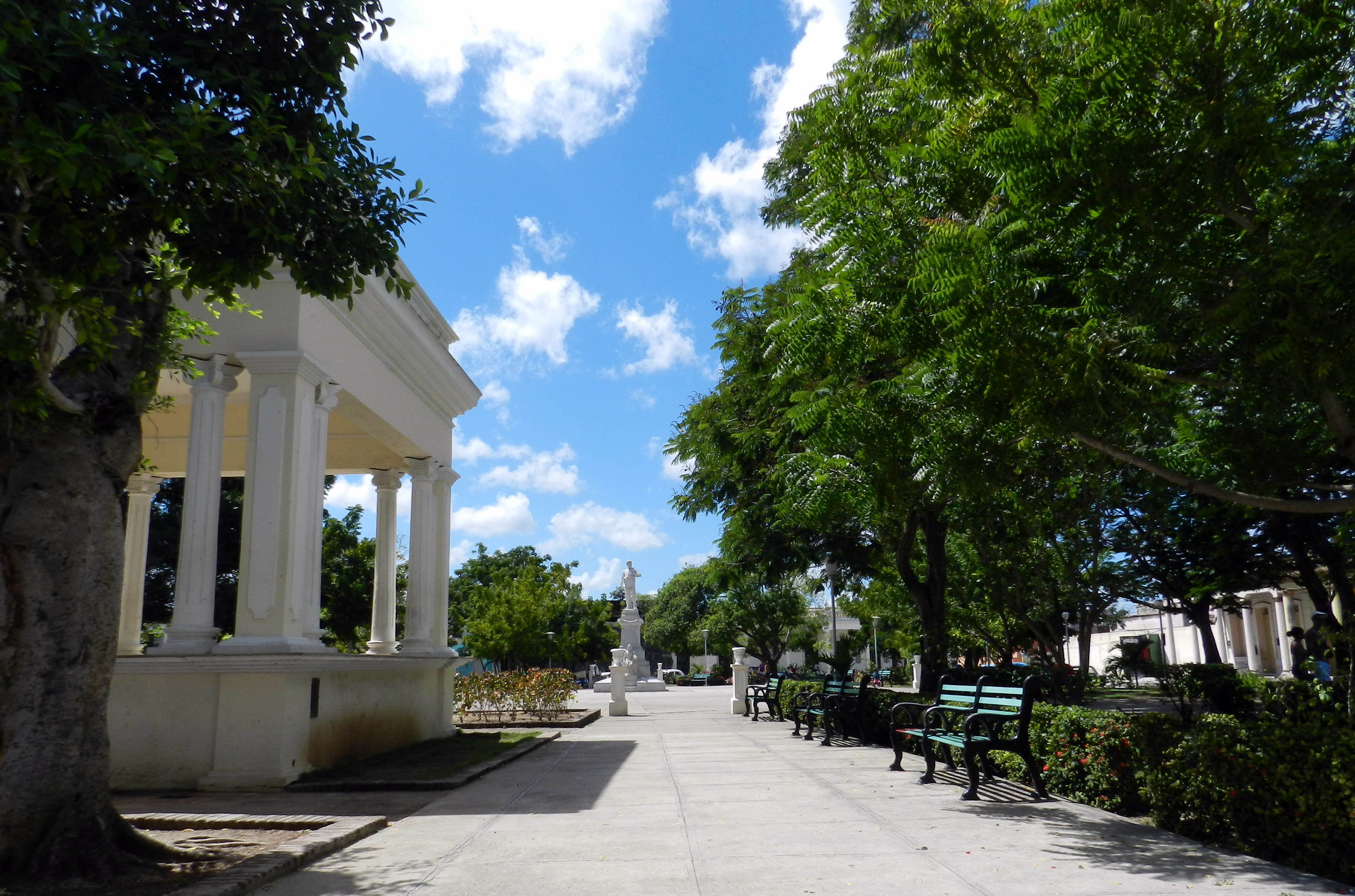
Parc Las Flores
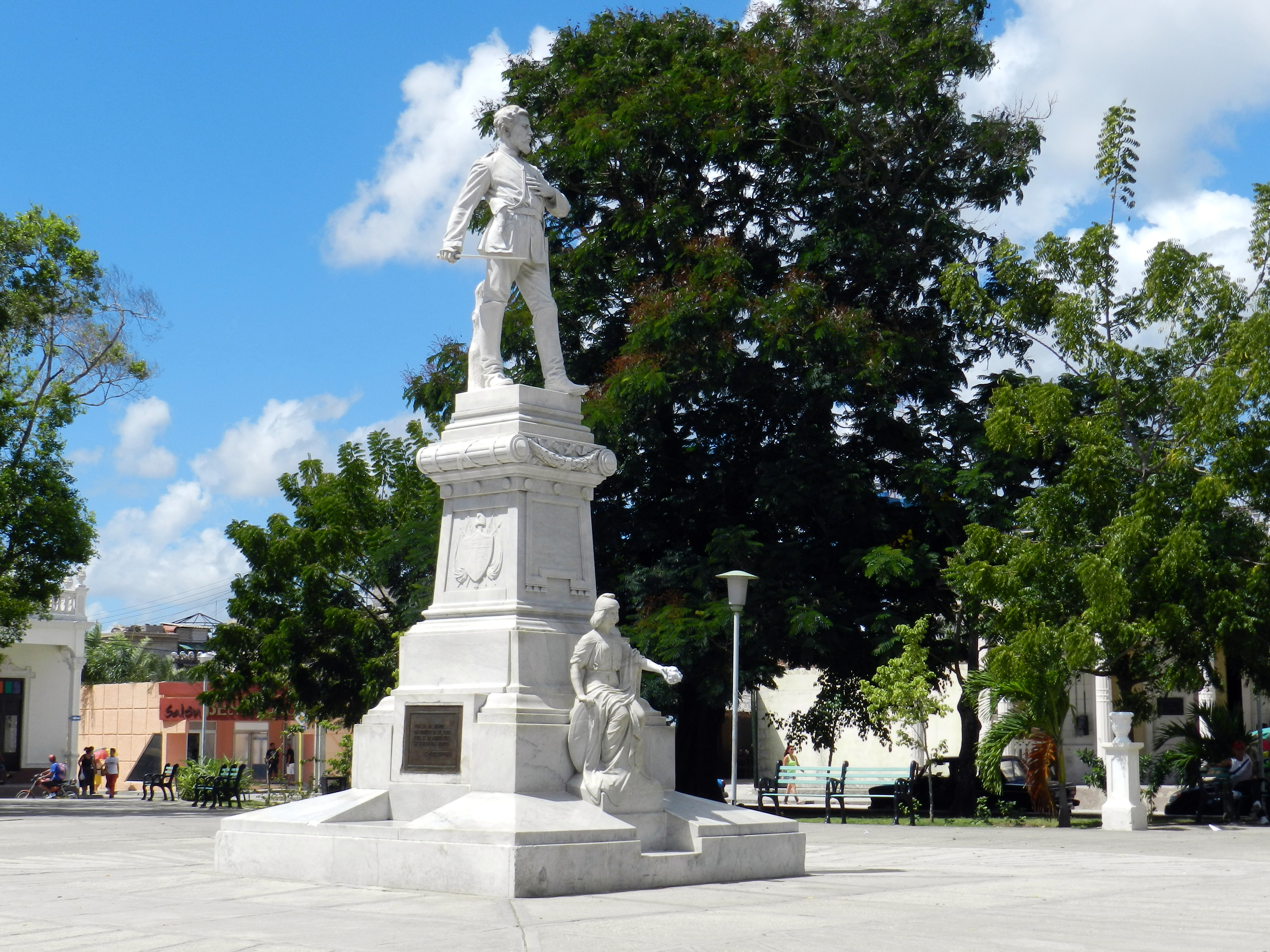
Statue de Julio Grave de Peralta au Parc Las Flores
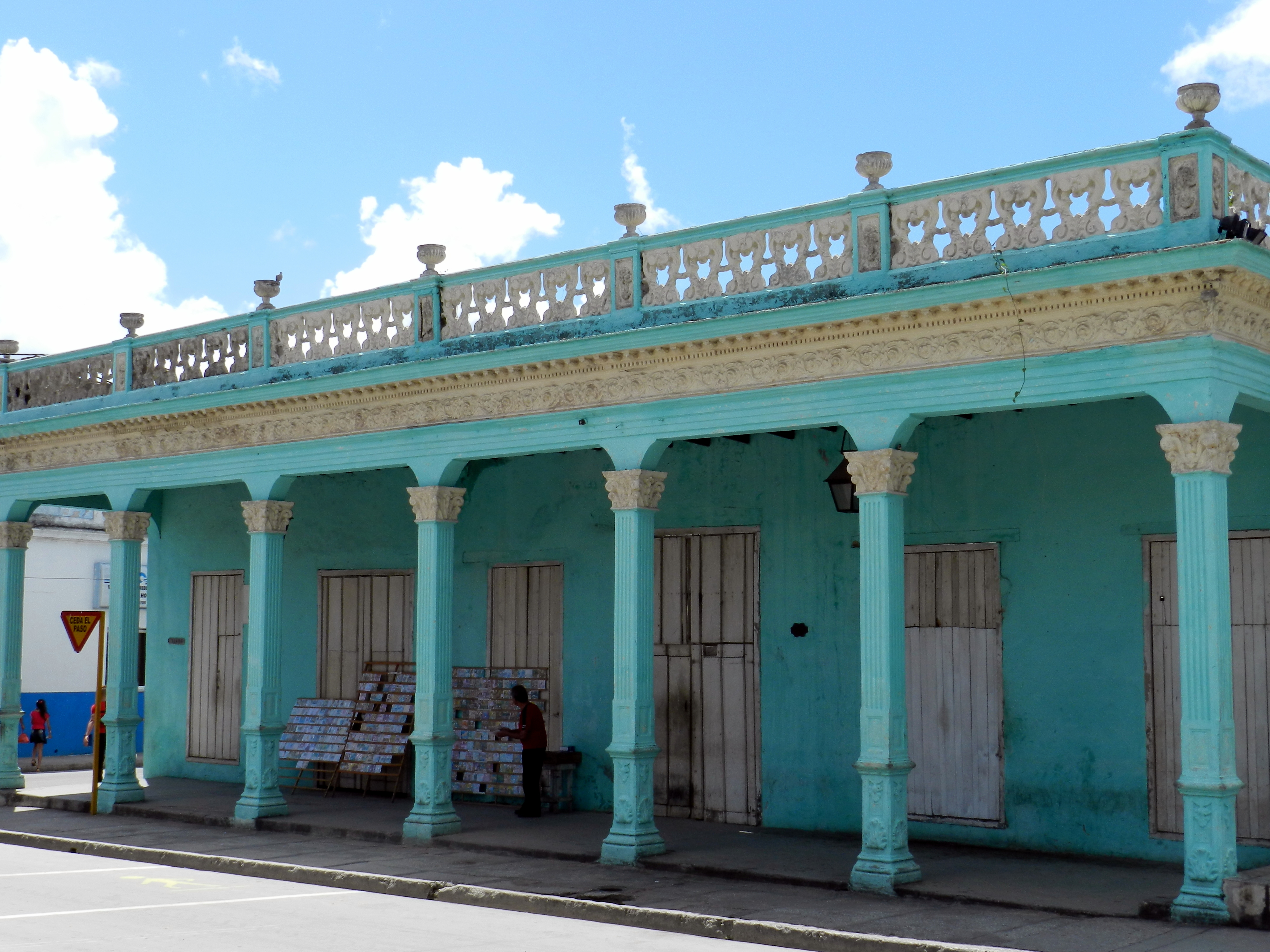
Immeuble sur la rue Maceo
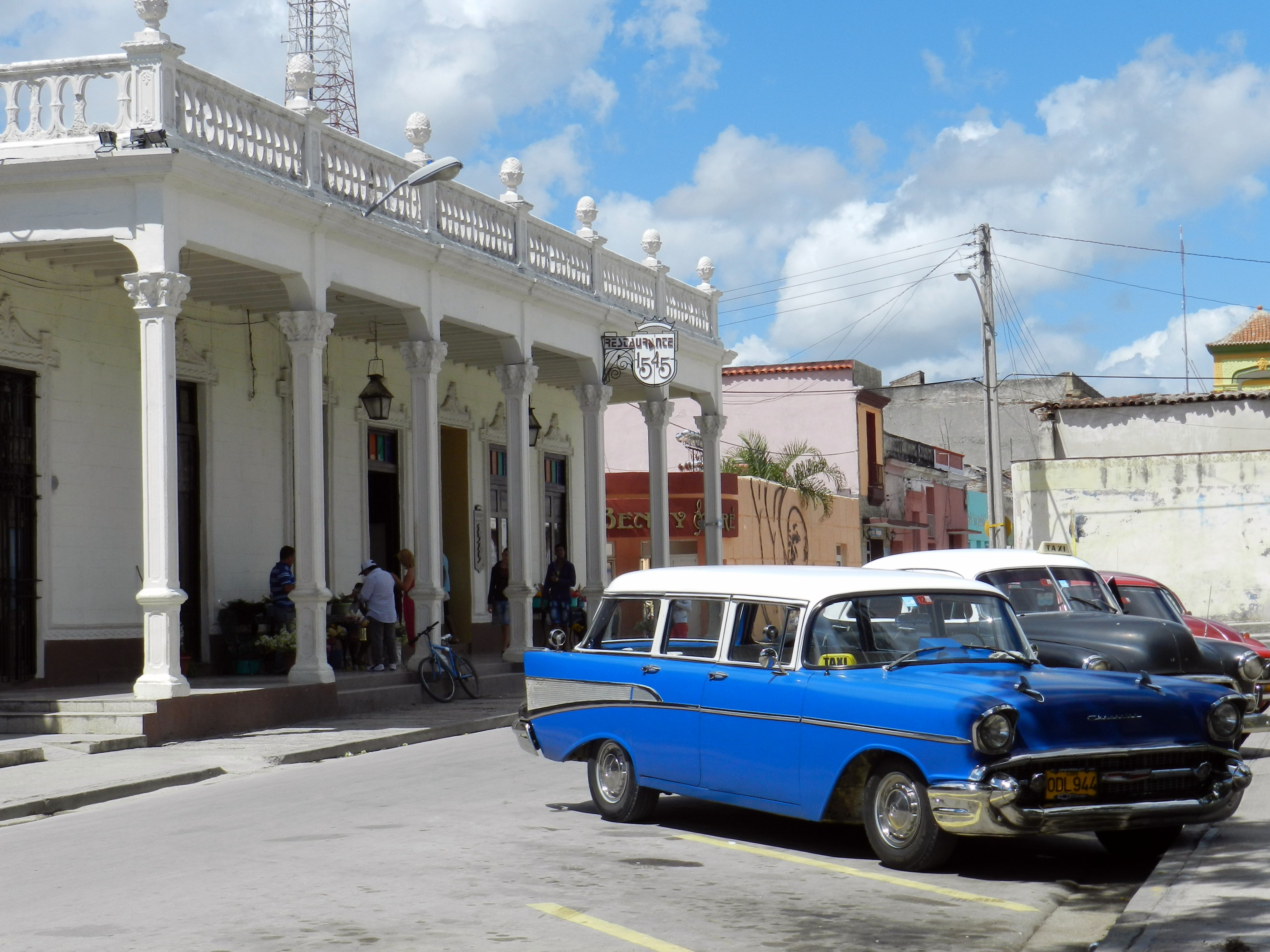
Automobile ancienne sur la rue Maceo
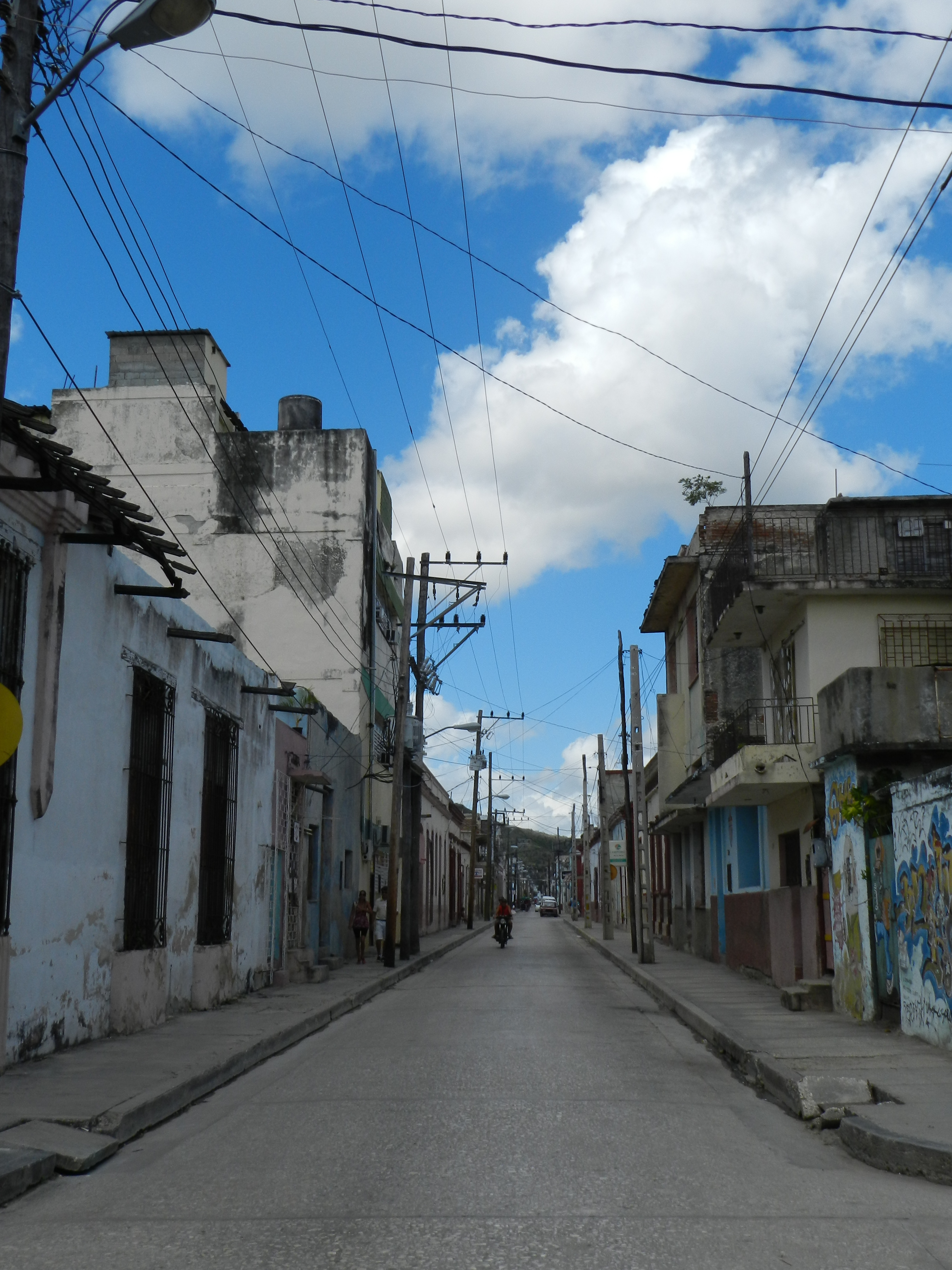
Rue Morales Lemus
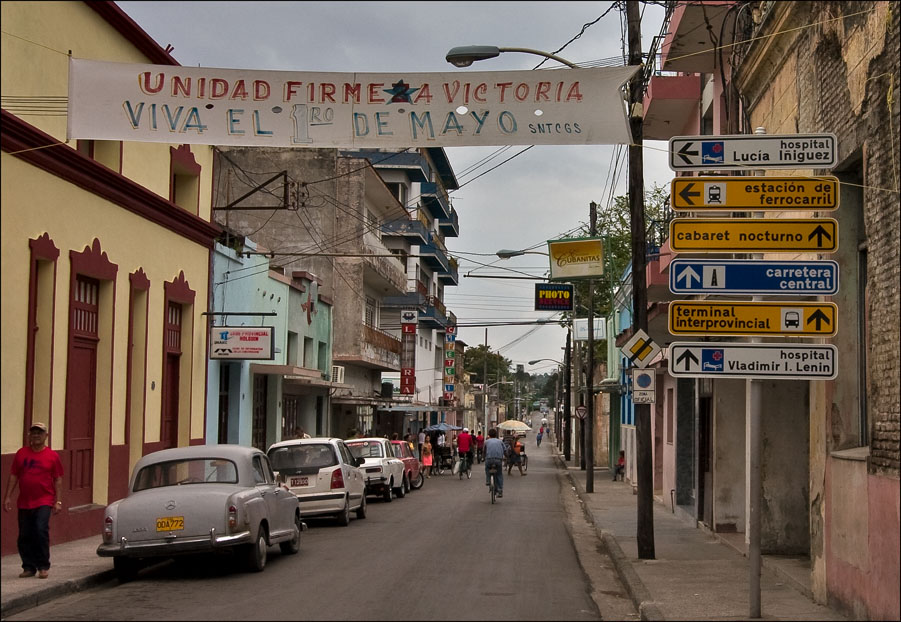
Rue Vikas